# SN 2004X
SN 2004X – supernowa typu II-P odkryta 12 lutego 2004 roku w galaktyce A111915-1544. W momencie odkrycia miała maksymalną jasność 18,10m.